# 400-те удара
„400-те удара“ (на френски: Les Quatre Cents Coups) е френска драма от 1959 година на режисьора Франсоа Трюфо с участието на Жан-Пиер Лео. Филмът е една от първите и ключови продукции от френската Нова вълна в киното.

## Наименование
Френският израз „faire les 400 coups“ означава „да се държиш на границата на благоприличието, да нарушаваш моралните норми“. В частност се прилага към детски безобразия, хулиганство. Изразът произлиза от времето на обсадата на град Монтобан (фр. Montauban) от Луи XIII през 1621 година, когато френският крал заповядва по града да бъдат изстреляни 400 снаряда, надявайки се по този начин да всее ужас сред защитаващите го протестанти.

## Сюжет
Антоан Доанел (Жан-Пиер Лео) е младо момче, растящо в Париж в началото на 50-те години на 20 век. Неразбиран у дома от родителите си и измъчван в училище от безчувствения си учител Сурпюс (Ги Декомбъл), Антоан често бяга и от двете места. След като е обвинен в плагиатство от Сурпюс, Антоан окончателно напуска училище. За да финансира плановете си да се махне и от дома си, той краде пишеща машина от офиса на втория си баща Жулиен Доанел (Албер Реми), но при опита си да я върне е арестуван.
Разгневеният Жулиен оставя Антоан да прекара нощта в полицията, където момчето дели една килия с крадци и проститутки. По време на разпита майката на Антоан, Жилбер Доанел (Клер Морие), признава пред съдията, че съпругът ѝ не е биологичният баща на сина ѝ. Антоан е изпратен в център за проблемни младежи в близост до крайбрежието. Там местният психиатър провежда сеанси с момчето в опита си да установи на какво се дължат причините за неговото недоволство.
Един ден, докато играе футбол с останалите момчета, Антоан прескача оградата на центъра и се насочва към брега на океана, търсейки мястото, което е искал да посети през целия си живот. Достигайки брега, той влиза във водата и изчезва в нея.

## В ролите
| Изпълнител     | Роля                                     |
| -------------- | ---------------------------------------- |
| Жан-Пиер Лео   | Антоан Доанел                            |
| Албер Реми     | Жулиен Доанел, пастрокът на Антоан       |
| Клер Морие     | Жилбер Доанел, майката на Антоан         |
| Ги Декомбъл    | Сурпюс, учителят на Антоан               |
| Патрик Офей    | Рене Биже, най-добрият приятел на Антоан |
| Жорж Фламан    | мосю Биже, бащата на Рене                |
| Даниел Котурие | Бертран Морисе                           |

## Награди и номинации

### Награди
- Награда Бодил за най-добър европейски филм от 1960 година.
- Награда за най-добър режисьор на Франсоа Трюфо от Международния кинофестивал в Кан, Франция през 1959 година.
- Награда OCIC за Франсоа Трюфо от Международния кинофестивал в Кан, Франция през 1959 година.
- Награда на критиката за най-добър филм от „Френския синдикат на филмовите критици“ през 1960 година.
- Награда Съркъл за най-добър чуждоезичен филм от „Филмовите критици на Ню Йорк“ през 1959 година.
- Награда Sant Jordi (испанска) за най-добър чуждестранен режисьор на Франсоа Трюфо от 1961 година.
- През 2005 година е въведен в „Залата на славата“ на „Online Film & Television Association“.

### Номинации
- Номинация за Оскар за най-добър сценарий на Франсоа Трюфо и Марсел Моаси от 1960 година.
- Номинация за БАФТА за най-добър филм от 1961 година.
- Номинация за БАФТА за най-обещаващ дебют в главна роля за Жан-Пиер Лео от 1961 година.
- Номинация за Златна палма за най-добър филм от Международния кинофестивал в Кан, Франция през 1959 година.[2]